# Rauscher Lajos
Rauscher Lajos (Stuttgart, 1845. december 14. – Zebegény, 1914. május 30.) grafikus, festő és építész, műegyetemi tanár.

## Élete

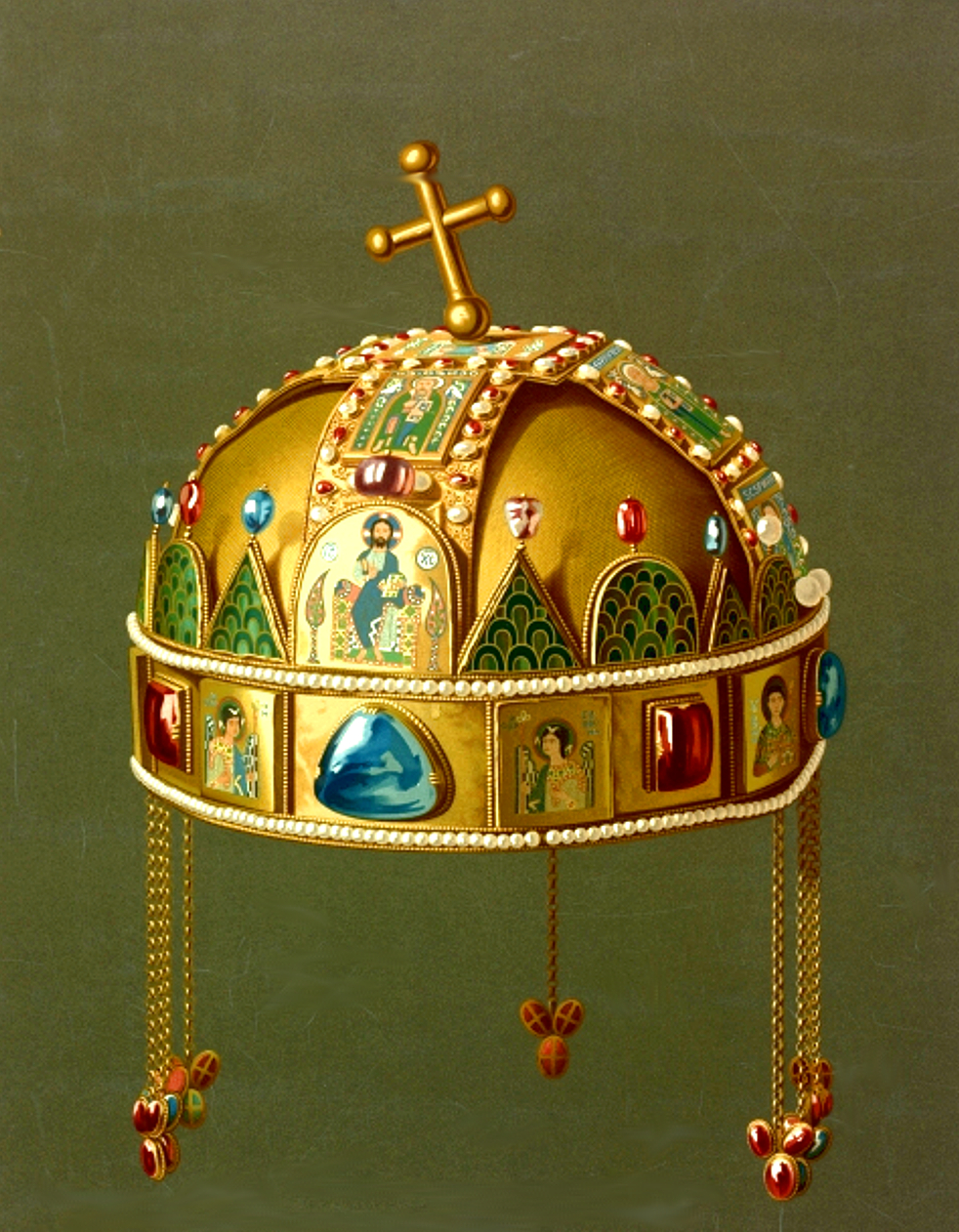
Rauscher Lajos színezett litográfiája a Szent Koronáról, Rauscher részt vett az Ipolyi Arnold által vezetett koronaszemlén 1880-ban,

Középiskolai tanulmányait és a politechnikum építészeti szakosztályát szülővárosában elvégezvén, Münchenbe ment, hogy magát a festészetben és iparművészetben továbbképezze. 1871-ben Pestre jött, 1873-ban rendkívüli, 1875-ben rendes tanárrá nevezték ki az országos mintarajziskola és rajztanárképezdéhez az ornamentika előadására. 1874-ben megbízták az intézet (ma: Magyar Képzőművészeti Egyetem), építkezési terveinek elkészítésével és az iparművészeti iskola szervezése után egyszersmind ezen intézet műszaki vezetését is reá ruházták. 1884-ben meghívták a királyi József Műegyetemre a rajzszakma rendes tanárává. Az oktatási téren gyakorolt tevékenységen kívül építészeti, festészeti és iparművészeti munkákkal foglalkozott. A Magyar Tudományos Akadémia megbízta, hogy a Szent Koronáról egy iparművészeti szempontból hiteles képet fessen. Részt vett a Petőfi-költemények díszkiadásának illusztrálásában. Jelentősek Budapestről készült látképei, amelyeket topografikus hűséggel készített.